# SZU–122
A SZU–122 (cirill betűkkel: СУ–122 –самоходная установка, magyar átírásban: szamohodnaja usztanovka) szovjet gyártmányú önjáró tüzérségi löveg, melyet a Vörös Hadsereg használt a második világháború idején, a keleti fronton. A járművet a T–34 harckocsi alvázára épített, módosított M–30 típusú tarackot magába foglaló felépítménnyel alakították ki. A 122-es szám a tarack űrméretére utal.
A SZU–122 sorozatot 1942 decemberében kezdték el gyártani az Uráli Nehézgépgyárban (Uralmas), 27 járművet készítettek el egy hónap alatt, habár az eredeti terv szerint több mint 100 darabot kellett volna havonta. A gyártás 1944 nyaráig folytatódott, és addig összesen 1120 darab SZU–122 készült el. Később ebből fejlesztették ki a SZU–122M-et valamint a SZU–122–3-at.

## Tervezés
A németek nagy sikerrel alkalmazták a StuG III rohamlövegeket a harcban, mindamellett gyártásuk is egyszerű volt. A Vörös Hadsereg nem rendelkezett hasonló járművekkel ezért a Tüzér Főcsoportfőnökség (GAU) két gyárat bízott meg 1942 áprilisában, hogy tervezzenek egy rohamlöveget, amit 122 mm-es löveggel látnak majd el. Két prototípus készült el, az egyik az Uralmas gyár U-35, a másik az 592 sz. gyár SZG-122(A) tervezete. Az U-35 a T-34-es alvázára épült, ami strapabíró és egyszerűen előállítható volt. A löveget a törzs elején helyezték el, a 45 mm-es döntött homlokpáncélzatú felépítményben. A megnövekedett hely miatt a legénység 5 főből állt. Azért, hogy a gyártás gyors legyen megtartották a T-34 motorját és sebességváltóját is. A két prototípus lövege különbözött. Míg az U-35 az M-122 tarack átalakított verzióját kapta, addig az SzG-122(A)-t egy zsákmányolt StuG III átalakított lövegével szerelték fel. 1942 júliusában az SZG-122-t fogadták el ám kiderült, hogy hajlamos a meghibásodásra és megfelelő mennyiségű pótalkatrész sem állt rendelkezésre. Miután visszavonták a projektet újból tesztek alá vetették a prototípusokat és 1942 decemberében már az U-35 nyert. A GKO azonnal rendelt a típusból és átkeresztelték SZU-122-re. 1942 végére 25 db készült el az Uralmas gyárában. A SZU-122 kezdetben csak tüzérségi gránátot kapott, amivel nem sokra ment a harckocsik ellen, mert a lövedék nagy tömege miatt a torkolati sebessége elégtelen volt. Kísérleteket végeztek a BP-460A páncéltörő robbanólövedékkel, de a tesztek nem voltak meggyőzőek. Ezért 1943 májusától már kumulatív páncéltörő lőszerrel is ellátták a típust, amivel már hatékonyan tudta leküzdeni az ellenséges páncélosokat. Másodlagos fegyverzettel nem látták el, mivel a típust elsősorban önálló tüzérségi osztályokban kívánták bevetni. Mivel a T-34 alvázát kapta meg így a kitűnő felfüggesztésnek köszönhetően könnyen mozgott nehéz terepen is, ami nagyban növelte a harci értékét, ám mivel feladata a gyalogság támogatása volt, ezt nem mindig használhatták ki. Erőforrása a V-2-34 dízelmotor volt, ami nagy nyomaték leadására volt képes, így könnyen tudta mozgatni a páncélost akár meredek emelkedőkön is. 1944 nyaráig összesen 1120 db SZU-122-es hagyta el a gyártószalagot.

## Szolgálatban
A típus legfőbb feladata a gyalogság támogatása volt, hogy segítsen a katonáknak leküzdeni a megerősített pontokat. 1942 december végén már harcba is küldték az új típus első példányait a Leningrád közelében folyó csatákba. Ezeket a páncélosokat SZU–76-okkal együtt vetették be, de nem értek el velük átütő sikert. Ellenben bebizonyosodott, hogy a Tigrisen kívül a legtöbb német páncélost ki tudja lőni viszonylag biztonságos távolságból. 1943 júliusában a kurszki csata után a szovjetek támadást indítottak Harkov irányába. A támadás fedőneve Rumjancev volt. A németek sorozatos ellentámadásokat indítottak a szovjet harckocsizóerők keleti szárnya valamint az arcvonal középső szakasza ellen. Az 1. harckocsihadsereg és a 27. hadsereg ellen intézett támadások élén a Großdeutschland páncélgránátos-hadosztály haladt. Nyikolaj Vatutyin tábornok, hogy biztosítsa a frontot szinte minden tartalékát bevetette. Augusztus 21-én a Großdeutchland páncélgránátos-hadosztály Tigrisei szembekerültek a 3. gárdaharckocsihadtest SZU-122-es önjáró lövegeivel. Az egyik Tigris tornya hat találatot is kapott, de nem törték át a páncélzatot. Viszont kisebb darabok letörtek a páncélzatból és a hegesztés mentén szétnyílt a páncélzat és a löveg megsérült. A SZU-122 legnagyobb ellensége azonban a gyalogság volt, mivel nem rendelkezett géppuskával. Sok odaveszett a tapadó aknák miatt. Mindenesetre az SZU-85 és az SZU-100 megérkezéséig nagy hasznát vették a szovjetek. A személyzet kedvelte ezt a páncélost mivel mozgékony és jól védett volt és a tűzereje is jónak számított. Exportálták Afrikába valamint Ázsiába is.

## Típusváltozatok
- SZU-122M – 1943 márciusában az Uralmas korszerűsíteni akarta az SZU-122-t. Az új típusnak SZU-122M-ET lett a neve és egy korszerűbb 122 mm-es U-11 tarackkal látták el. Az U-11 ugyanazt a lőszert használta mint az M–30, de jóval nagyobb sebességre gyorsította fel a lövedéket így hatásosabbnak bizonyult és kezelése is egyszerűbb volt. Ezen előnyök ellenére mégse került szolgálatba az M verzió, mert gyártása költséges volt.
- SZU-122-3 – Az SZU-122M kudarca után az Uralmas egy másik típus fejlesztésébe kezdett. Az új típus hasonlított a későbbi SZU–85 típusra, lövege viszont a 122 mm-es D–6 volt. A D–6 ugyanazt a lőszert használta, mint az M–30 tarack, de még az M modellbe beépített U-11-nél is jobban teljesített. A típus nem került gyártásra, mert a hadsereg a SZU–85 tervét fogadta el.